# 八反滝 (豊岡市)

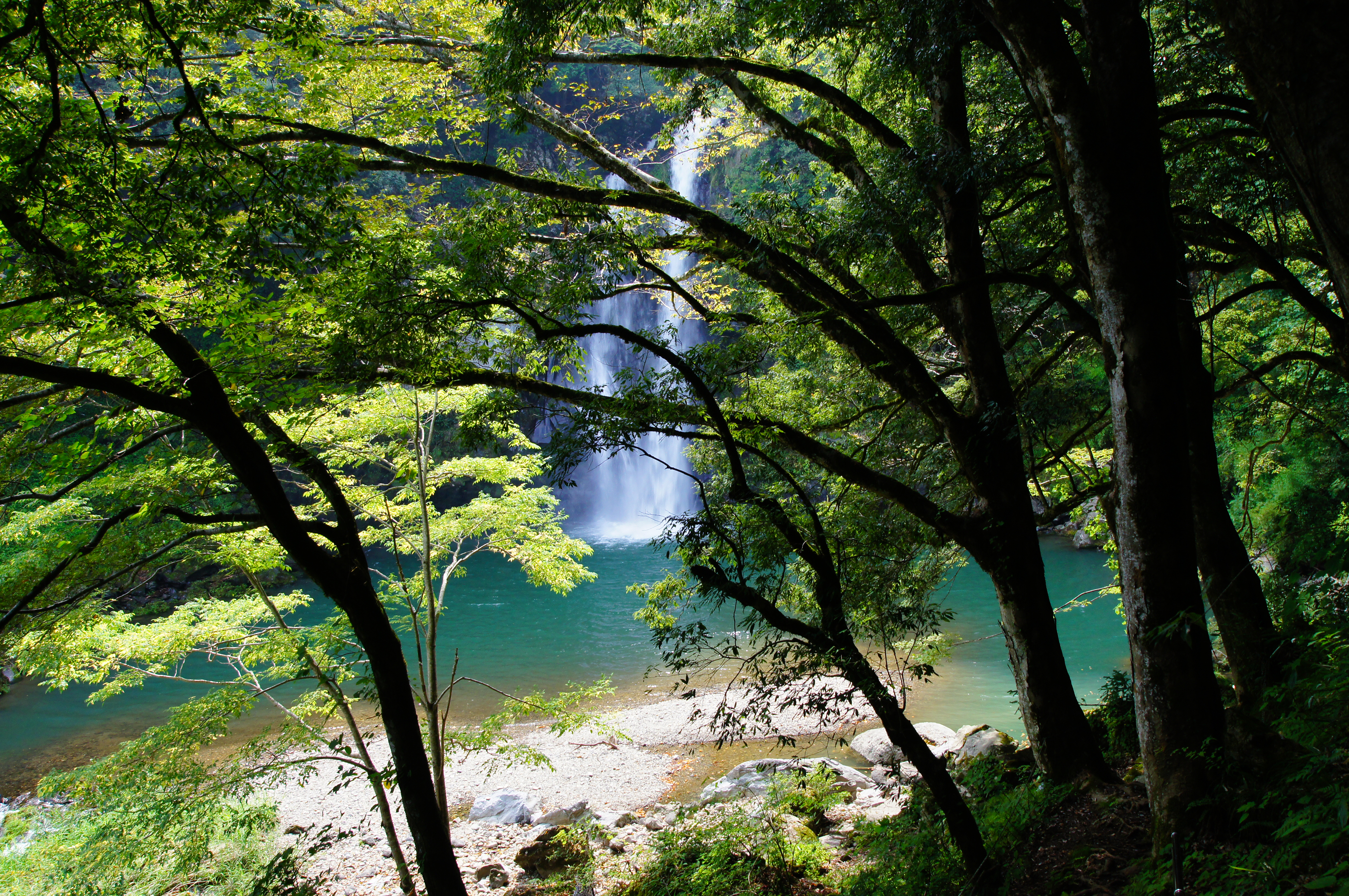
遊歩道から

八反滝（はったんだき）は、兵庫県豊岡市の神鍋高原にある滝。山陰海岸ジオパークに属する。滝の高さが布八反に相当することから命名されたとされる。他所の同名の滝と区別するため、名色八反滝、日高八反滝と称されることがある。

## 概要
八反滝は、1万年以上前に神鍋山から稲葉川を下った神鍋溶岩流により形成された渓谷にある滝の一つで、落差約24mの直瀑である。大きな滝壺には澄んだ青緑の水を湛える。水量は一年を通じて豊富で、雪解けの5月中旬から下旬に最大になる。
当滝と周辺は、神鍋高原のリゾートエリアから徒歩20分離れた別荘地エリアに位置するため過度に観光地化されておらず、自然が良好な状態で保たれている。

## 施設
- 展望台
- 駐車場
- 遊歩道

## 交通アクセス
- 山陰本線 江原駅から全但バスで20分の「但馬ドーム」バス停下車、 徒歩約5分

## 周辺
- 神鍋溶岩流 - 世界第2位の長さの溶岩渓谷
  - 俵滝、八反滝、まぼ渓谷、瓢箪淵、釜淵、二段滝、溶岩瘤（県指定天然記念物）、畳滝、十戸滝
- 兵庫県立但馬ドーム（徒歩5分）
- 道の駅神鍋高原（徒歩20分）
- 神鍋山
- 植村直己冒険館・植村直己記念スポーツ公園